# El Rincón Citlaltépetl
El Rincón Citlaltépetl es una localidad del estado mexicano de Puebla. Es parte del municipio de Nopalucan.

## Demografía
| Gráfica de evolución demográfica |
|                                  |

| Censo | Población |
| ----- | --------- |
| 1900  | 206       |
| 1910  | 206       |
| 1921  | 242       |
| 1930  | —         |
| 1940  | 569       |
| 1950  | 774       |
| 1960  | 951       |
| 1970  | 1 378     |
| 1980  | 1 827     |
| 1990  | 2 494     |
| 1995  | 3 169     |
| 2000  | 4 040     |
| 2005  | 4 444     |
| 2010  | 5 326     |
| 2020  | 6 596     |